# PGC 58109
PGC 58109 ist eine Spiralgalaxie im Sternbild Herkules. 